# ويل فيرارا
ويل فيرارا (بالإنجليزية: Will Ferrara)‏ هو مصارع رياضي أمريكي، ولد في 30 يونيو 1991 في كوينز في الولايات المتحدة.

## روابط خارجية
- ويل فيرارا على موقع قاعدة بيانات المصارعة على الإنترنت (الإنجليزية)